# Albert Moll

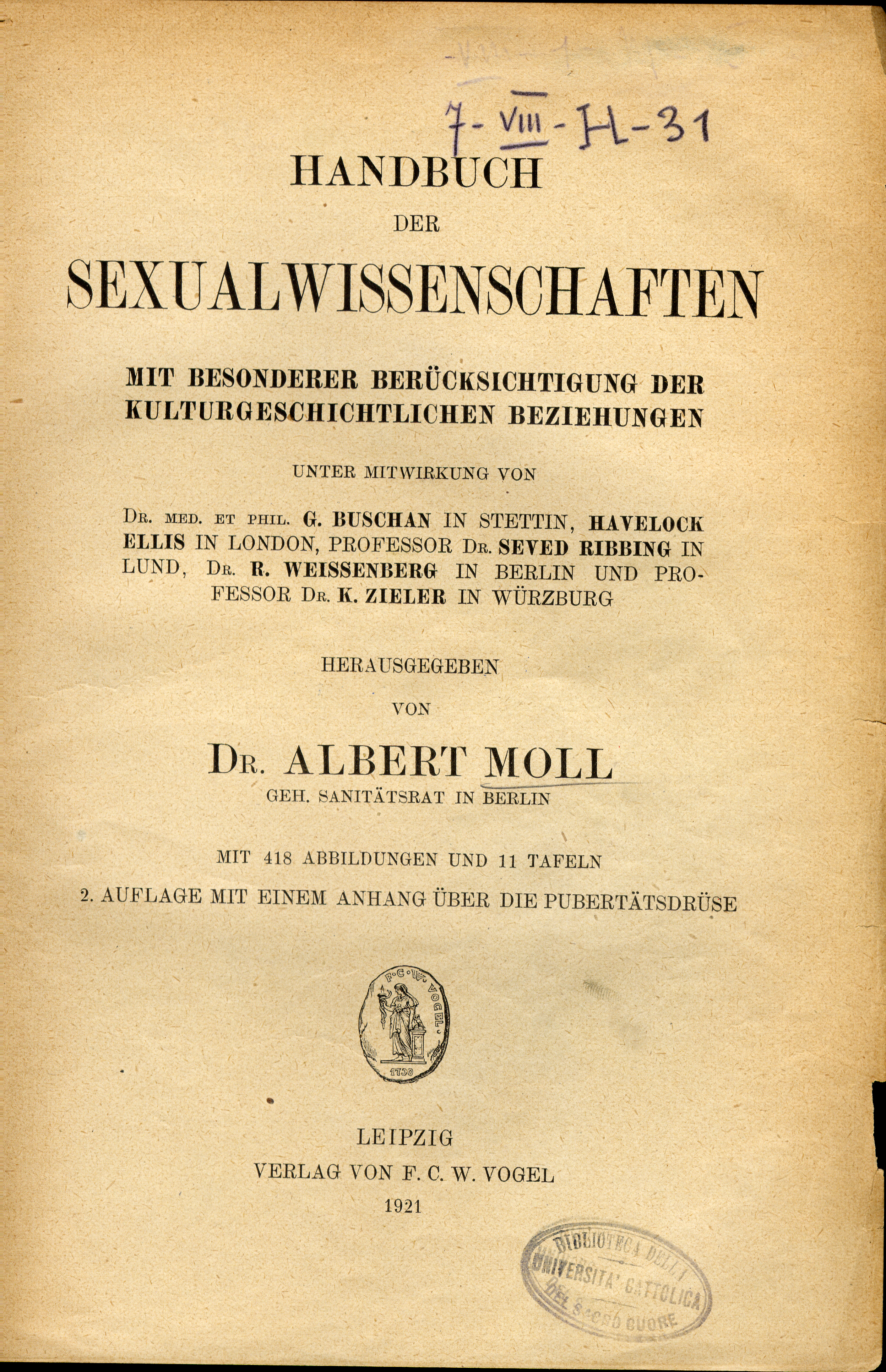
Molls bekendste en omvangrijkste werk, het Handbuch der Sexualwissenschaften

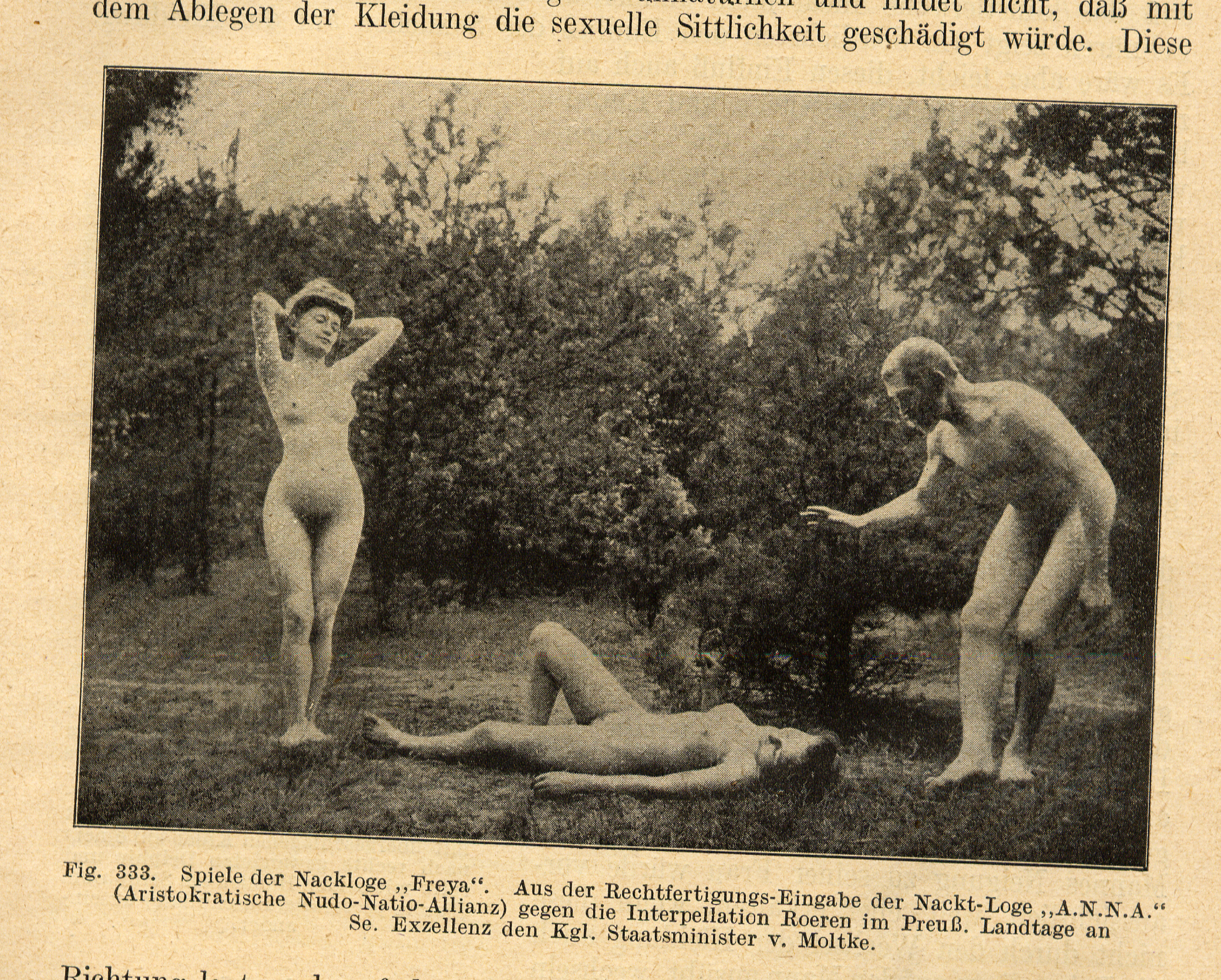
Afbeelding uit het Handbuch: foto uit een publicatie van de 'Nackt-Loge Freya', onderdeel van de Aristokratische Nudo-Natio-Allianz, die protesteert tegen een verbod op nudisme, ca. 1906

Albert Moll (Polnisch Lissa, 4 mei 1862 - Berlijn, 23 september 1939) was een Duitse psychiater die met Iwan Bloch en Magnus Hirschfeld als grondlegger van de moderne seksuologie bekendstaat. Moll ging ervan uit dat seksualiteit uit twee gescheiden delen opgebouwd is: seksuele stimulatie en seksuele aantrekking.

## Belangrijkste werken
- Die Hypnose (leerboek). 1889
- Die Conträre Sexualempfindung. Berlijn, Fischer's Medicinische Buchhandlung, 1891, 296 p. 2e druk 1893, 3e druk 1899, 4e druk 1914.
- Der Rapport in der Hypnose. Untersuchungen über den tierischen Magnetismus. Leipzig, Ambrosius Abel, 1892
- Untersuchungen über die Libido Sexualis. Berlijn, Kornfeld, 1897
- Ärztliche Ethik. Die Pflichten des Arztes in allen Beziehungen seiner Thätigkeit. Stuttgart 1902
- Wann dürfen Homosexuelle heirathen? Berlijn 1902
- Wie erkennen und verständigen sich die Homosexuellen untereinander? Essay, 1902
- Sexuelle Perversionen, Geisteskrankheit und Zurechnungsfähigkeit. Berlijn 1905
- Das Sexualleben des Kindes. Berlijn, Hermann Walther Verlagsbuchhandlung 1909
- Handbuch der Sexualwissenschaften mit besonderer Berücksichtigung der kulturgeschichtlichen Beziehungen. Leipzig, F.C.W. Vogel 1911, 1032 p., 2e druk 1921, 3e druk 1926 (1302 p.)
- '’Berühmte Homosexuelle’'. In de serie Grenzfragen des Nerven- und Seelenlebens. deel 75, Wiesbaden 1910
- Der Hypnotismus. Berlijn 1924
- Prophezeien und Hellsehen. Wege zur Erkenntnis. Stuttgart, Franckh'sche Verlagshandlung, 1922
- Der Spiritismus. Wege zur Erkenntnis. Stuttgart, Franckh'sche Verlagshandlung, 1925
- Polizei und Sitte. Berlijn, Gersbach & Sohn 1926. In de serie van Wilhelm Abegg (red.): Die Polizei in Einzeldarstellungen, deel 9
- Psychologie und Charakterologie der Okkultisten. 1929
- Ein Leben als Arzt der Seele. Erinnerungen (Autobiografie). Dresden, Carl Reissner 1936